# Loes van Delft
Loes van Delft  (Drunen, 1 april 1991) is een Nederlandse schilderes en graffitikunstenares.

## Levensloop
Van Delft werd geboren in Drunen; ze volgde een opleiding aan SintLucas. 
Een terugkerende factor in haar werk is het muisachtig figuurtje Pjipje.
Na deelname aan het prestigieuze Art Basel in Miami Beach volgden internationale exposities in bijna alle Europese landen, Zuid-Afrika en Australië. In Barcelona hing haar werk tussen dat van kunstenaars als Banksy, Mr. Brainwash en D*Face.

## Werken
| - Aapie - Gimme that Ice Cream - Pjipje gaat Mars - Jungle Pjipje - Ontwerplamp - Roze maan II - Spetter - Hemel - Klaar voor de start - Het is gewoon zoals het is - Hertje - Nothing Lasts Forever II - Waarom lijk je liefde erg - California dream - Jij houd niet van mij - Schetsen - Astro Pjipje - O - Pop it in, pop it out | - Astro Pjipje II - Ik kan u niet vertellen waarom... - Op, op en weg II - Ik houd nog 4 keer meer van je - Vertragen - Hand geschilderd kristal hoofd - Skateboards - Wie is de koning?? - Vecht voor de kroon - Ik kan weer vliegen - Omhoog, omhoog en weg III - Your love is King - By your side - Lichtsnelheid - Elf aan de kust - Space traveller - Dans op - Verloren zielen - Op, op en weg 6 - 666 - Bel me - Handgeschilderde lederen tas |

## Overige projecten
- 2013: Rick en Roos, prentenboek geschreven door Lars van der Werf. Illustraties Loes van Delft ISBN 978-90-81863-42-1
- 2017: Een opdracht van Peugeot om hun nieuwe type scooter te decoreren.[5]
- 2023: In samenwerking met Franck Muller de lancering van een horloge in een beperkte oplage van 50 st.
- 2024: In samenwerking met Franck Muller de lancering van een tweede horloge in een beperkte oplage van 75 st.
- 2024: Magic Happens, een eerste art book uitgebracht. EAN 9789083367354

## Onderscheidingen
- 2012: "Best Global Artist" op de Amsterdamse International Art Fair[6][7]
- 2018: The Global Art Awards, Dubai, 1e prijs categorie schilderen[8]